# Christian Hünemörder (Historiker)
Christian Wilhelm Hünemörder (* 25. Juli 1937 in Breslau; † 19. September 2012) war ein deutscher Historiker mit Schwerpunkt Geschichte der Naturwissenschaften.
Christian Hünemörder studierte Klassische Philologie und Biologie in Bonn, wo er auch Mitglied der Burschenschaft Alemannia wurde. 1966 wurde er in Bonn promoviert und war anschließend einziger Mitarbeiter eines von der Deutschen Forschungsgemeinschaft finanzierten Projektes, das einzig auf ihn zugeschnitten war. 1970 wechselte er an das Institut für Geschichte der Naturwissenschaften an der Universität Hamburg. Dort war er bis 1976 als wissenschaftlicher Assistent tätig. Nach dem plötzlichen Tod von Walter Baron übernahm Hünemörder die Grundvorlesung für die Geschichte der Biologie, die er schrittweise in eine viersemestrige Grundvorlesung von der Antike bis ins 20. Jahrhundert ausbaute. Seine Habilitation erfolgte 1977. Er lehrte in Hamburg seit 1977 bis zu seiner Emeritierung im Oktober 2002 als Direktor des Instituts für Geschichte der Naturwissenschaften, Mathematik und Technik und Professor für die Geschichte der Naturwissenschaften. Nachfolger wurde Stefan Kirschner. 
Im Laufe der Zeit beschränkte sich Hünemörder immer weniger auf die Biologie und nahm auch am Forschungsdiskurs in anderen Bereichen der Geschichte der Naturwissenschaften teil. Er betreute als Doktorvater 12 Dissertationen und wirkte als Co-Betreuer bei weiteren sieben Promotionen mit. Ferner war er Betreuer bei einer Habilitation (von Irmtraut Scheele). Für die großen Lexikonwerke Lexikon des Mittelalters und Der Neue Pauly steuerte er als Autor oder Co-Autor nahezu alle Beiträge zur Biologie bei. Die Mitarbeit an derartigen Enzyklopädien stand auch in der Tradition von Hünemörders eigenen Forschungen, war doch neben der Entwicklung der biologischen Disziplinen die Geschichte der naturkundlichen Enzyklopädien des Mittelalters eines seiner Hauptforschungsgebiete.
Daneben beschäftigte er sich lange Jahre mit Studentengeschichte und war Vorsitzender der Gesellschaft für burschenschaftliche Geschichtsforschung.

## Schriften (Auswahl)
- „Phasianus“. Studien zur Kulturgeschichte des Fasans. 1970 (Dissertation, Universität Bonn, 1966).
- Des Zisterziensers Heinrich von Schüttenhofen 'Moralitates de naturis animalium': Beobachtungen zu seiner Quellenbenutzung und zur frühen Rezeptionsgeschichte von Bartholomaeus Anglicus und Thomas III. In: Josef Domes, Werner E. Gerabek, Bernhard D. Haage, Christoph Weißer, Volker Zimmermann (Herausgeber): Licht der Natur. Medizin in Fachliteratur und Dichtung. Festschrift für Gundolf Keil zum 60. Geburtstag. Kümmerle, Göppingen 1994, ISBN 3-87452-829-4, S. 195–224.
- als Herausgeber: Von der Astronomie zur Alchemie. Bedeutende naturwissenschaftliche Bestände des 16. und frühen 17. Jahrhunderts in der Historischen Bibliothek der Stadt Rastatt im Ludwig-Wilhelm-Gymnasium. Stadtverwaltung Rastatt, Rastatt 1991, ISBN 3-923082-08-8.
- als Herausgeber: Wissenschaftsgeschichte heute. Ansprachen und wissenschaftliche Vorträge zum 25jährigen Bestehen des Instituts für Geschichte der Naturwissenschaften, Mathematik und Technik an der Universität Hamburg. (= Beiträge zur Geschichte der Wissenschaft und der Technik. Band 20), Steiner, Stuttgart 1987, ISBN 3-515-04687-9.
- Die Vermittlung medizinisch-naturwissenschaftlichen Wissens in Enzyklopädien. In: Norbert Richard Wolf (Hrsg.): Wissensorganisierende und wissensvermittelnde Literatur im Mittelalter. Perspektiven ihrer Erforschung. Wiesbaden 1987 (= Wissensliteratur im Mittelalter. Band 1), S. 255–277.
- Biologie und Rassenbiologie in Hamburg 1933 bis 1945. In: Eckart Krause, Ludwig Huber, Holger Fischer (Herausgeber): Hochschulalltag im »Dritten Reich«. Die Hamburger Universität 1933–1945. 3. Teil. (= Hamburger Beiträge zur Wissenschaftsgeschichte. Band 3), Berlin/Hamburg 1991, S. 1155–1196.